# Ostrówek (Piła)
Pour les articles homonymes, voir Ostrówek.
Ostrówek (prononciation : [ɔsˈtruvɛk]) est un village polonais de la gmina de Wyrzysk dans le powiat de Piła de la voïvodie de Grande-Pologne dans le centre-ouest de la Pologne.
Il se situe à environ 6 kilomètres au sud-est de Wyrzysk (siège de la gmina), 41 kilomètres à l'est de Piła (siège du powiat), et à 86 kilomètres au nord de Poznań (capitale de la Grande-Pologne).
Le village possédait une population de 80 habitants en 2006.

## Histoire
De 1975 à 1998, le village faisait partie du territoire de la voïvodie de Piła.

Depuis 1999, Ostrówek est situé dans la voïvodie de Grande-Pologne.